# Кьонсан-Намдо
Кьонсан-Намдо (на корейски: 경상 남도) е провинция в югоизточната част на Южна Корея. Кьонсан-Намдо е с население от 2 970 929 жители (2000 г.) и обща площ от 11 859 км². Град Чхануън е административен център на провинцията. Кьонсан-Намдо е основана през 1896 г. и в нея са разположени 10 града.